# زكرياء المصباحي
زكرياء المصباحي (3 مارس 1979, آسفي) لاعب كرة سلة مغربي يمارس في فريق جمعية سلا (كرة السلة) في الدرجة الأولى لبطولة المغرب لكرة السلة.